# Delivery
Delivery — австралійський гаражний панк гурт, з Мельбурна, штат Вікторія, заснований у 2020 році. 
Вони випустили свій дебютний альбом у листопаді 2022 року.
Гурт співпрацює з лейблами Spoilsport (Австралія), Anti Fade (Нова Зеландія), Feel It (США та ЄС).

## Історія
Гурт Delivery було створено у 2020 році подружжям Ребеккою Аллан і Джеймсом Лінчем. До гурту були залучені учасники деяких мельбурнських гуртів, зокрема The Vacant Smiles, Gutter Girls, Blonde Revolver.
Свій перший концерт вони зіграли у березні 2021 року.
У червні 2021 року гурт випустив дебютний мініальбом, Yes We Do.
У період з січня по квітень 2022 року гурт записував пісні для свого дебютного студійного альбому.
У вересні 2022 року гурт випустив головний сингл, «Baader Meinhof».
У жовтні 2022 року гурт випустив сингл «The Complex» і анонсував майбутній вихід свого дебютного студійного альбому Forever Giving Handshakes.
Студійний альбом Forever Giving Handshakes вийшов 11 листопада 2022 року. Даг Валлен (Doug Wallen) з NME дав альбому 4 з 5 балів, назвавши його «жвавим записом, повним взаємодії гітари та соціально-політичної критики». Конор Локрі з Tone Deaf сказав: «Forever Giving Handshakes — це вправа в контрольованому хаосі, це пісні, які загрожують розвалитися будь-якої миті, але все це спокійно тримається купи», додавши: «Під стрімким вокалом криється складна гітарна взаємодія; це завжди означає щось більше».
Гурт Delivery виступав на фестивалі Golden Plains у Мередіті, Австралія, у березні 2023 року, а барабанщик Деніел Девлін виконав те, що вважалося барабанним соло року.

## Учасники гурту

### Поточні
- Ребекка Аллан (Rebecca Allan) — вокал, бас
- Джеймс Лінч (James Lynch) — вокал, гітара, синтезатор
- Сем Хардінг (Sam Harding) — вокал, гітара, синтезатор
- Ліза Решлі (Lisa Rashleigh) — вокал, гітара
- Деніел Девлін (Daniel Devlin) — барабани, бек-вокал

### Колишні
- Шеймус Уілан (Seamus Whelan) — 2020–2021 роки[5][4]

## Дискографія

### Альбоми
| Назва                     | Додаткова інформація                                                                                           | Пікові позиції в чартах |
| Назва                     | Додаткова інформація                                                                                           | AUS                     |
| ------------------------- | --- | ----------------------- |
| Forever Giving Handshakes | - Реліз: 11 листопада 2022 - Формат: LP, digital - Лейбл: Spoilsport (AU) / Anti Fade (NZ) / Feel It (US & EU) | [ A ]                   |

### Мініальбоми
| Назва     | Додаткова інформація                                                                            |
| --------- | ----------------------------------------------------------------------------------------------- |
| Yes We Do | - Реліз: 25 червня 2021 - Формат: LP (150 copies), digital - Лейбл: Spoilsport Records (SSR018) |